# Porcine intestinale Spirochätose
Die Porcine intestinale Spirochätose (englisch: Porcine Colonic Spirochaetosis (PCS)) ist eine Durchfallerkrankung bei Schweinen, die durch das Bakterium Brachyspira pilosicoli verursacht wird. Es handelt sich um einen Durchfall ähnlich dem der Schweinedysenterie, ist aber milder. Er tritt bei 4–20 Wochen alten Schweinen meist direkt nach dem Absetzen auf. Die Durchfälle sind schleimig.
Durch die verschlechterte Futterverwertung und die verzögerte Zunahme kommt es zu wirtschaftlichen Schäden. Über die tatsächliche Verbreitung der Porcinen intestinalen Spirochätose ist noch wenig bekannt. Eine Bedeutung von B. pilosicoli als Zoonoseerreger wird diskutiert.
Die Bekämpfung erfolgt antibiotisch mit Tiamulin, Tylosin, Valnemulin oder Lincomycin.